# Carolina Corcho
Diana Carolina Corcho Mejía (Medellín, 13 de abril de 1983) es una médica, psiquiatra y politóloga colombiana.
Fue ministra de Salud y Protección Social entre agosto de 2022 y abril de 2023 en el gobierno de Gustavo Petro. Conocida por su participación en la formulación de políticas públicas y su activismo en temas de salud y justicia social.
Ha sido vicepresidente de la Federación Médica Colombiana, y presidenta de la ONG, Corporación Latinoamericana Sur y de la Asociación Nacional de Internos y Residentes (ANIR).

## Biografía
Diana Carolina Corcho nació el 13 de abril de 1983, en la ciudad colombiana de Medellín. Hija del profesor e ingeniero Freddy Hernán Corcho y de la ingeniera Amparo Mejía.
Estudió medicina en la Universidad de Antioquia. También cursó estudios de psiquiatría, en la Universidad Nacional de Colombia. Cursó una maestría en estudios políticos en la Pontificia Universidad Javeriana de Bogotá.

### Trayectoria
En 2013 cuando era presidenta de la Asociación Nacional de Internos y Residentes, ANIR, luchó por salvar el Hospital San Juan de Dios y convocar la ley estatutaria de la salud. En octubre de ese año lideró una marcha en la que varios sectores de la salud se oponían a la reforma propuesta por el entonces ministro de salud Alejandro Gaviria durante el gobierno Santos donde según los médicos que protestaban, «la reforma buscaba restringe fuertemente la autonomía de los profesionales de la salud y fortalece el papel de los agentes dominantes como las EPS», entre otras críticas.
Tras estos hechos, Corcho ganó notoriedad en los medios de comunicación y llamó la atención del entonces alcalde de Bogotá Gustavo Petro quien la nombró como directora de Participación Social en la Secretaría de Salud de Bogotá entre 2014 y 2016.
Entre 2018 y 2022, fue presidente de la Corporación Latinoamericana Sur  organismo de la Sociedad Civil que se ocupa de diversas materias de políticas públicas, en temas agrarios, económicos, sociales, salud, y de derechos humanos. En este mismo periodo de tiempo fue vicepresidenta de la Federación Médica Colombiana.
En 2022 fue Cofundadora e integrante de la Red de Mujeres Progresistas de América Latina, escenario de partidos políticos y organizaciones de la sociedad civil del grupo PAOLA de América Latina, Centro Internacional Olof Palme.[cita requerida]
Entre 2021 y 2022 fue integrante de diferentes comisiones que buscaban la reforma estructural del sistema de salud, como lo fue la Comisión de Seguimiento de la Sentencia T-760 por una  Órgano de la sociedad civil consultora de la Corte Constitucional en materia de Política Pública de Salud.[cita requerida]
Fue una de las principales colaboradoras en la construcción del programa de gobierno del presidente Gustavo Petro. Desde la Corporación Sur, Corcho contribuyó al desarrollo de la Agenda de Transición Democrática, un proyecto que involucró a más de 65 intelectuales, investigadores y especialistas en temas sociales, políticos y económicos. Esta agenda abordó áreas clave como la reforma agraria, la educación, la tributación, la salud, las pensiones, la política industrial, la transición energética y el ingreso mínimo vital.
Debido a su papel central en la formulación de políticas, fue designada como una de las coordinadoras generales del proceso de empalme entre los gobiernos de Iván Duque y Gustavo Petro.

## Ministra de Salud

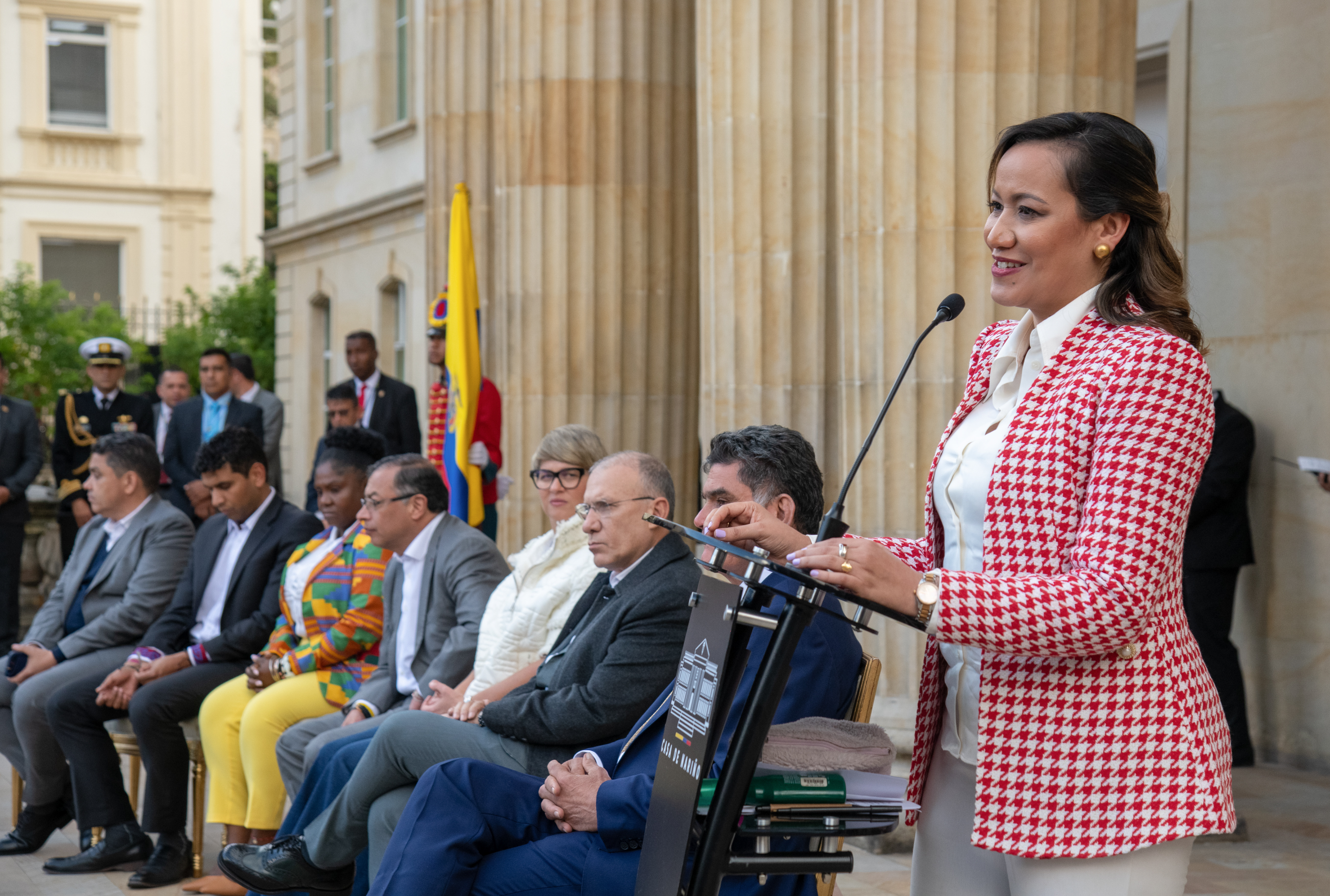
Corcho durante la entrega del proyecto de reforma a la salud en 2023.

Carolina Corcho se posesionó como ministra de Salud de Colombia el 7 de agosto de 2022, al inicio de la presidencia de Gustavo Petro. Estuvo a cargo de presentar la reforma a la salud. Durante su tiempo como ministra de Salud de Colombia, Carolina Corcho impulsó una serie de iniciativas clave que marcaron su gestión. Entre los logros más destacados está la reglamentación del etiquetado frontal de alimentos, una medida que busca informar a los consumidores sobre los contenidos nutricionales de los productos y promover hábitos de alimentación más saludables. Esta medida se diseñó como parte de una estrategia de salud pública para combatir enfermedades crónicas relacionadas con la alimentación, como la obesidad y la diabetes.
Otro de los avances significativos bajo su liderazgo fue la reglamentación sobre el uso del asbesto, un material que ha sido vinculado a graves problemas de salud, como el cáncer de pulmón. La eliminación gradual de este material ha sido una lucha histórica en Colombia, y su gestión avanzó en la implementación de la prohibición.
En cuanto a los derechos sociales y reproductivos, Corcho impulsó políticas orientadas a garantizar el acceso a servicios de salud sexual y reproductiva, en línea con la normativa de derechos humanos y los estándares internacionales. Este enfoque incluyó medidas para mejorar el acceso a anticonceptivos, educación sexual integral, y la atención de calidad para las mujeres y niñas, particularmente en áreas rurales y desfavorecidas.
Además, durante su mandato, se adelantaron discusiones y reglamentaciones clave en temas de salud pública, como la protección contra el impacto de las industrias que afectan la salud ambiental y la promoción de políticas que beneficien a las poblaciones vulnerables
Durante su gestión, Carolina Corcho fue una figura clave en la propuesta de reforma al sistema de salud en Colombia, una de las políticas más ambiciosas del gobierno de Gustavo Petro. La reforma tiene como objetivo transformar profundamente el sistema de salud actual, buscando garantizar el acceso universal y equitativo a servicios de salud de calidad. Esta propuesta surge de años de trabajo y discusión con múltiples actores, como organizaciones científicas, médicas, sindicales y de pacientes, quienes colaboraron en la construcción del proyecto.
Dejó su cargo como ministra de Salud de Colombia en abril de 2023 en medio de una reorganización dentro del gobierno de Gustavo Petro. Su salida ocurrió debido a una combinación de factores, entre los que se incluye la resistencia que enfrentó su propuesta de reforma a la salud. Aunque la reforma estaba alineada con el programa de Petro, sus propuestas generaron tensiones tanto dentro del gabinete como en sectores del Congreso.

## Reforma a la Salud en Colombia
Carolina Corcho ha sido una figura clave en la reforma del sistema de salud en Colombia durante la última década. Su trabajo en este ámbito comenzó desde la Comisión de Seguimiento de la Sentencia T-760 de la Corte Constitucional, un órgano consultivo de la sociedad civil en políticas públicas de salud. Desde esta posición, lideró un proceso de socialización y discusión sobre la necesidad de una reforma estructural del sistema de salud, con la creación de la Cumbre Social y Política por una Reforma del Sistema de Salud, que reunió a diversas organizaciones científicas, médicas, sindicales y de pacientes.
En 2021, la propuesta de reforma fue presentada al entonces candidato presidencial Gustavo Petro, quien la adoptó como una de las políticas centrales de su programa de gobierno. Este proceso se ha convertido en la base de la propuesta reformista en salud del gobierno de Petro.
Uno de los antecedentes de su labor en la reforma fue su coautoría de la Ley Estatutaria de Salud, que en 2015 declaró la salud como un derecho humano fundamental en Colombia. Además, junto a diversas agremiaciones médicas, promovió la creación de la Ley de Residencias Médicas, aprobada en 2018, que estableció la remuneración para más de 5.000 médicos residentes, reconociendo su labor asistencial y su contribución al sistema educativo y de salud del país.
Después de dejar su cargo en el Ministerio de Salud, Corcho continuó promoviendo la reforma del sistema de salud. En abril de 2024, junto a la Cumbre Social y Política, la Comisión de Seguimiento y el colectivo ciudadano "¿Dónde está la plata?", denunció públicamente la presunta defraudación de 13,2 billones de pesos al sistema de salud entre los años 2013 y 2020. Posteriormente, la Contraloría General de la República abrió una investigación fiscal por la desviación de 11,3 billones de pesos en 2020, durante la pandemia.
Esta reforma, que ha generado un amplio debate en el país, fue radicada nuevamente en el Congreso en 2024 tras ajustes importantes. Corcho ha seguido defendiendo la propuesta, incluso tras dejar su cargo como ministra, y continúa participando activamente en el desarrollo del proyecto desde su papel como analista y activista en temas de salud pública

## Años recientes

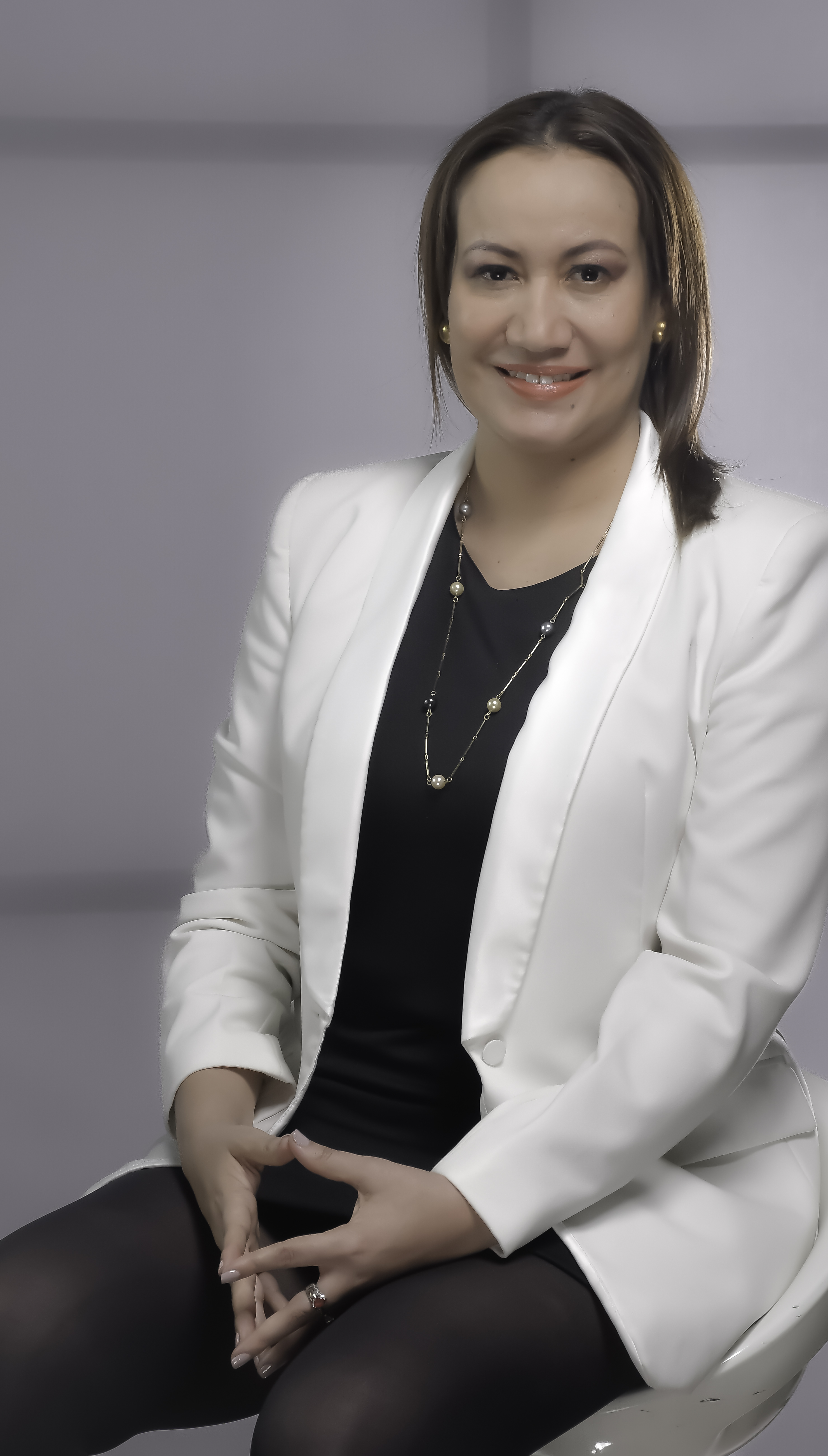
Corcho en 2024

Tras su salida del Ministerio de Salud, continuó liderando el debate público sobre la reforma de salud impulsada por el gobierno de Gustavo Petro, siendo una voz clave en la defensa de este proyecto. También continuó al frente de la Corporación Latinoamericana Sur, desde donde publica análisis sobre temas políticos y sociales a nivel nacional e internacional. Además, ha estado vinculada a denuncias recientes sobre presuntas irregularidades financieras en el sistema de salud colombiano.[cita requerida]

## Publicaciones

### Libros
- Agenda de Transición Democrática: Otra Colombia Posible, coordinación académica y editorial de Pedro Santana Rodríguez. Participación en los capítulos: Propuesta de reglamentación y desarrollo de la ley estatutaria 1751 de 2015 para la garantía del derecho fundamental a la salud en Colombia y Hacia un contrato social en torno a la economía campesina. La alimentación de los y las colombianas es con los campesinos o no es, 2022.
- El Derecho Fundamental a la Salud: Retos de la ley estatutaria, Ed Hernando Torres Corredor y Diana Colorado. Capítulo: La Lucha por el Derecho a la Salud en Colombia: Análisis de la ley estatutaria en salud 1751 de 2015 Pag 80- 103. Universidad Nacional de Colombia, año 2020.

### Artículos
- El hundimiento de la ley de financiamiento y la difícil situación de las finanzas públicas https://www.sur.org.co/el-hundimiento-de-la-ley-de-financiamiento-y-la-dificil-situacion-de-las-finanzas-publicas/ - Publicado el 16 de diciembre de 2024
- La corrupción en el sistema de salud (https://www.sur.org.co/la-corrupcion-en-el-sistema-de-salud/) - Publicado el 9 de diciembre de 2024
- La política de reindustrialización del país (II) (https://www.sur.org.co/la-politica-de-reindustrializacion-del-pais-ii/) - Publicado el 2 de diciembre de 2024
- La descentralización de las finanzas públicas y el poder político regional (https://www.sur.org.co/la-descentralizacion-de-las-finanzas-publicas-y-el-poder-politico-regional/) - Publicado el 25 de noviembre de 2024
- La reforma política: unas de cal y otras de arena (https://www.sur.org.co/la-reforma-politica-unas-de-cal-y-otras-de-arena/) - Publicado el 11 de noviembre de 2024
- Ideas verdes (https://www.sur.org.co/ideas-verdes/) - Publicado el 3 de abril de 2019
- La Crisis de la Salud en Colombia: la pandemia y la reforma al sistema de salud, Carolina Corcho Mejía. ¿Qué universidad queremos? N 12 Marzo de 2021. Departamento de Filosofía, Universidad del Valle.
- Poderes fácticos y cooptación del sistema de salud: el caso de Medimás, Corcho DC, Fundación Henrich Boll Oficina de Bogotá Ideas Verdes N 12, Octubre de 2018
- Obstructive sleep apnea and psychiatric disorders] Apnea obstructiva del sueño y trastornos psiquiátricos. Corcho DC, Velasquez J, Escobar F. Revista Chilena de Neuro-psiquiatría. Diciembre de 2012
- Escenarios de homicidios en Medellín (Colombia) entre 1990-2002. Cardona M, García HI, Giraldo CA, López CA, Suárez CM, Corcho DC, Posada CH. Revista Cubana de Salud Pública 31: 3. Julio-Septiembre 2005.
- Medellín: Los ires y venires entre la vida y la muerte. Corcho DC, Giraldo CA, García HI, López MV, Cardona M, Posada CH. Desde la Región (Órgano de Comunicación de la Corporación Región de Antioquia) Nº 46: 17-22. 2005
- Homicidios en Medellín, Colombia, entre 1990 y 2002: Actores, móviles y circunstancias. Cardona M, García HI, Giraldo CA, López MV, Suárez CM, Corcho DC, Posada CH, Flórez MN. Cad Saúde Pública, Río de Janeiro, 21 (x): 109-118. 2005
- Medellín entre la muerte y la vida. Escenarios de homicidios, 1990-2002. Rodríguez CM, Giraldo CA, García HI, López MV, Cardona M, Corcho DC, Posada CH. Estudios Políticos Nº 26: 185-205. 2005